# Xerraire del pare David
El xerraire del pare David (Pterorhinus davidi) és un ocell de la família dels leiotríquids (Leiothrichidae).

## Hàbitat i distribució
Habita zones de matolls i arbusts a les muntanyes de l'oest, nord i nord-est de la Xina
nc, ne China
wc China